# Liste der olympischen Medaillengewinner aus der Volksrepublik China/Q–W
Bislang errangen chinesische Sportler insgesamt 804 olympische Medaillen (325 × Gold, 258 × Silber und 221 × Bronze). 
Zurück zur Liste der olympischen Medaillengewinner aus der Volksrepublik China
- Medaillengewinner A bis H
- Medaillengewinner I bis P
- Medaillengewinner X bis Z

## Medaillengewinner

### Q
- Qi Guangpu – Freestyle-Skiing (1-1-0)
Peking 2022: Gold, Aerials Männer
Peking 2022: Silber, Aerials Mixed
- Qi Ying – Schießen (0-1-0)
Paris 2024: Silber, Trap Männer
- Qian Hong – Schwimmen (1-0-1)
Seoul 1988: Bronze, 100 m Schmetterling Frauen
Barcelona 1992: Gold, 100 m Schmetterling Frauen
- Qiao Hong – Tischtennis (2-1-1)
Barcelona 1992: Gold, Doppel Frauen
Barcelona 1992: Silber, Einzel Frauen
Atlanta 1996: Gold, Doppel Frauen
Atlanta 1996: Bronze, Einzel Frauen
- Qiao Yunping – Tischtennis (0-1-0)
Atlanta 1996: Silber, Doppel Frauen
- Qoijing Gyi – Leichtathletik (0-1-0)
London 2012: Silber, 20 km Gehen Frauen
- Qin Dongya – Judo (0-0-1)
Athen 2004: Bronze, Mittelgewicht Frauen
- Qin Haiyang – Schwimmen (1-0-0)
Paris 2024: Gold, 4 × 100 m Lagen Männer
Paris 2024: Silber, 4 × 100 m Lagen Mixed
- Qin Kai – Wasserspringen (2-1-2)
Peking 2008: Gold, 3 m Synchronspringen Männer
Peking 2008: Bronze, 3 m Kunstspringen Männer
London 2012: Gold, 3 m Synchronspringen Männer
London 2012: Silber, 3 m Kunstspringen Männer
Rio de Janeiro 2016: Bronze, 3 m Synchronspringen Männer
- Qin Yiyuan – Badminton (0-0-2)
Atlanta 1996: Bronze, Doppel Frauen
Sydney 2000: Bronze, Doppel Frauen
- Qiu Bo – Wasserspringen (0-1-0)
London 2012: Silber, 10 m Turmspringen Männer
- Qiu Chen – Basketball (0-0-1)
Los Angeles 1984: Bronze, Frauen
- Qiu Jian – Schießen (1-0-0)
Peking 2008: Gold, Kleinkaliber-Dreistellungskampf Männer
- Qiu Qiyuan – Turnen (0-1-0)
Paris 2024: Silber, Stufenbarren Frauen
- Qu Chunyu – Shorttrack (1-0-1)
Peking 2022: Gold, 2000 m Staffel Mixed
Peking 2022: Bronze, 3000 m Staffel Frauen
- Qu Yunxia – Leichtathletik (0-0-1)
Barcelona 1992: Bronze, 1500 m Frauen
- Quan Hongchan – Wasserspringen (3-0-0)
Tokio 2020: Gold, 10 m Turmspringen Frauen
Paris 2024: Gold, 10 m Synchronspringen Frauen
Paris 2024: Gold, Turmspringen Frauen

### R
- Ren Cancan – Boxen (0-1-1)
London 2012: Silber, Fliegengewicht Frauen
Rio de Janeiro 2016: Boxen, Fliegengewicht Frauen
- Ren Hui – Eisschnelllauf (0-0-1)
Turin 2006: Bronze, 500 m Frauen
- Ren Qian – Wasserspringen (1-0-0)
Rio de Janeiro 2016: Gold, Turmspringen Frauen
- Ren Ye – Hockey (0-1-0)
Peking 2008: Silber Frauen
- Ren Ziwei – Shorttrack (2-1-0)
Pyeongchang 2018: Silber, 5000 m Staffel Männer
Peking 2022: Gold, 2000 m Staffel Mixed
Peking 2022: Gold, 1000 m Männer

### S
- Sang Xue – Wasserspringen (1-0-0)
Sydney 2000: Gold, 10 m Synchronspringen Frauen
- Shang Chunsong – Turnen (0-0-1)
Rio de Janeiro 2016: Bronze, Teammehrkampf Frauen
- Shan Ying – Schwimmen (0-1-1)
Atlanta 1996: Silber, 4 × 100 m Freistil Frauen
Bronze, 4 × 100 m Lagen Frauen
- Shen Jian – Turnen (0-1-0)
Atlanta 1996: Silber, Teammehrkampf Männer
- Shen Xue – Eiskunstlauf (1-0-2)
Salt Lake City 2002: Bronze, Paarlauf
Turin 2006: Bronze, Paarlauf
Vancouver 2010: Gold, Paarlauf
- Sheng Lihao – Schießen (2-1-0)
Tokio 2020: Silber, Luftgewehr Männer
Paris 2024: Gold, Luftgewehr Männer
Paris 2024: Gold, Luftgewehr Mixed
- Sheng Zetian – Ringen (0-0-3)
Barcelona 1992: Bronze, Bantamgewicht griechisch-römisch Männer
Atlanta 1996: Bronze, Bantamgewicht griechisch-römisch Männer
Sydney 2000: Bronze, Federgewicht griechisch-römisch Männer
- Shi Guihong – Fußball (0-1-0)
Atlanta 1996: Silber, Frauen
- Shi Jinglin – Schwimmen (0-0-1)
Rio de Janeiro 2016: Bronze, 200 m Brust Frauen
- Shi Jingnan – Shorttrack (0-0-1)
Sotschi 2014: Bronze, 5000 m Staffel Männer
- Shi Tingmao – Wasserspringen (4-0-0)
Rio de Janeiro 2016: Gold, 3 m Kunstspringen Frauen
Rio de Janeiro 2016: Gold, 3 m Synchronspringen Frauen
Tokio 2020: Gold, 3 m Kunstspringen Frauen
Tokio 2020: Gold, 3 m Synchronspringen Frauen
- Shi Zhiyong – Gewichtheben (2-0-0)
Athen 2004: Gold, Federgewicht Männer
Rio de Janeiro 2016: Gold, Leichtgewicht Männer
- Shi Zhiyong – Gewichtheben (1-0-0)
Tokio 2020: Gold, Leichtgewicht Männer
- Shui Qingxia – Fußball (0-1-0)
Atlanta 1996: Silber, Frauen
- Si Tianfeng – Leichtathletik (0-1-0)
London 2012: Silber, 50 km Gehen Männer
- Si Yajie – Wasserspringen (0-1-0)
Rio de Janeiro 2016: Silber, 10 m Turmspringen Frauen
- Song Aimin – Leichtathletik (0-0-1)
Peking 2008: Bronze, Diskuswurf Frauen
- Song Nina – Volleyball (1-0-0)
Athen 2004: Gold, Frauen
- Song Qunling – Hockey (0-1-0)
Peking 2008: Silber, Frauen
- Song Xiaobo – Basketball (0-0-1)
Los Angeles 1984: Bronze, Frauen
- Song Jiayuan – Leichtathletik (0-0-1)
Paris 2024: Bronze, Kugelstoßen Frauen
- Su Huijian – Volleyball (1-0-1)
Los Angeles 1984: Gold, Frauen
Seoul 1988: Bronze, Frauen
- Su Yiming – Snowboard (1-1-0)
Peking 2022: Gold, Big Air Männer
Peking 2022: Silber, Slopestyle Männer
- Su Weide – Turnen (0-1-0)
Paris 2024: Silber, Teammehrkampf Männer
- Sui Jianshuang – Rhythmische Sportgymnastik (0-1-0)
Peking 2008: Silber, Team
- Sui Lu – Turnen (0-1-0)
London 2012: Silber, Schwebebalken Frauen
- Sui Wenjing – Eiskunstlauf (1-1-0)
Pyeongchang 2018: Silber, Paarlauf
Peking 2022: Gold, Paarlauf
- Sui Xinmei – Leichtathletik (0-1-0)
Atlanta 1996: Silber, Kugelstoßen Frauen
- Sun Dan – Rhythmische Sportgymnastik (0-1-0)
Peking 2008: Silber, Team
- Sun Dandan – Shorttrack (0-0-1)
Salt Lake City 2002: Bronze, 5000 m Staffel Männer
- Sun Fuming – Judo (1-0-1)
Atlanta 1996: Gold, Schwergewicht Frauen
Athen 2004: Bronze, Schwergewicht Frauen
- Sun Jiajun – Schwimmen (1-0-0)
Paris 2024: Gold, 4 × 100 m Lagen Männer
- Sun Jin – Tischtennis (0-1-0)
Sydney 2000: Silber, Doppel Frauen
- Sun Linlin – Shorttrack (1-0-0)
Vancouver 2010: Gold, 3000 m Staffel Frauen
- Sun Man – Badminton (0-0-1)
Atlanta 1996: Bronze, Mixed
- Sun Mengya – Kanu (2-0-0)
Tokio 2020: Gold, Zweier-Canadier 500 m Frauen
Paris 2024: Gold, Zweier-Canadier 500 m Frauen
- Sun Qingmei – Fußball (0-1-0)
Atlanta 1996: Silber, Frauen
- Sun Qiuting – Synchronschwimmen (0-0-1)
Peking 2008: Bronze, Gruppe
- Sun Shuwei – Wasserspringen (1-0-0)
Barcelona 1992: Gold, 10 m Turmspringen Männer
- Sun Tiantian – Tennis (1-0-0)
Athen 2004: Gold, Doppel Frauen
- Sun Wei – Turnen (0-0-1)
Tokio 2020: Bronze, Teammehrkampf Männer
- Sun Wen – Fußball (0-1-0)
Atlanta 1996: Silber, Frauen
- Sun Wenyan – Synchronschwimmen (0-5-0)
London 2012: Silber, Gruppe
Rio de Janeiro 2016: Silber, Duett
Rio de Janeiro 2016: Silber, Gruppe
Tokio 2020: Silber, Duett
Tokio 2020: Silber, Gruppe
- Sun Xiulan – Handball (0-0-1)
Los Angeles 1984: Bronze, Frauen
- Sun Yanan – Ringen (0-1-1)
Rio de Janeiro 2016: Bronze, Fliegengewicht Frauen
Tokio 2020: Silber, Freistil Fliegengewicht Frauen
- Sun Yang – Schwimmen (3-2-1)
London 2012: Silber, 200 m Freistil Männer
London 2012: Gold, 400 m Freistil Männer
London 2012: Gold, 1500 m Freistil Männer
London 2012: Bronze, 4 × 200 m Freistil Männer
Rio de Janeiro 2016: Gold, 200 m Freistil Männer
Rio de Janeiro 2016: Silber, 400 m Freistil Männer
- Sun Ye – Schwimmen (0-0-1)
Peking 2008: Bronze, 4 × 100 m Lagen Frauen
- Sun Yingsha – Tischtennis (3-2-0)
Tokio 2020: Gold, Team Frauen
Tokio 2020: Silber, Einzel Frauen
Paris 2024: Gold, Doppel Mixed
Paris 2024: Gold, Team Frauen
Paris 2024: Silber, Einzel Frauen
- Sun Yiwen – Fechten (1-1-1)
Rio de Janeiro 2016: Silber, Degen Team Frauen
Rio de Janeiro 2016: Bronze, Degen Einzel Frauen
Tokio 2020: Gold, Degen Einzel Frauen
- Sun Yue – Volleyball (0-1-0)
Atlanta 1996: Silber, Frauen
- Sun Yujie – Fechten (1-1-1)
London 2012: Bronze, Degen Einzel Frauen
London 2012: Gold, Degen Team Frauen
Rio de Janeiro 2016: Silber, Degen Team Frauen

### T
- Tan Jiaxin – Turnen (0-0-1)
Rio de Janeiro 2016: Bronze, Teammehrkampf Frauen
- Tan Jinzhuang – Hockey (0-1-0)
Paris 2024: Silber, Frauen
- Tan Liangde – Wasserspringen (0-3-0)
Los Angeles 1984: Silber, 3 m Kunstspringen Männer
Seoul 1988: Silber, 3 m Kunstspringen Männer
Barcelona 1992: Silber, 3 m Kunstspringen Männer
- Tan Miao – Schwimmen (0-1-0)
Peking 2008: Silber, 4 × 200 m Freistil Frauen
- Tan Ning – Badminton (0-1-0)
Paris 2024: Silber, Doppel Frauen
- Tan Xue – Fechten (0-2-0)
Athen 2004: Silber, Säbel Einzel Frauen
Peking 2008: Silber, Säbel Team Frauen
- Tan Zongliang – Schießen (0-1-0)
Peking 2008: Silber, Freie Pistole Männer
- Tang Bin – Rudern (1-0-0)
Peking 2008: Gold, Doppelvierer Frauen
- Tang Chunling – Hockey (0-1-0)
Peking 2008: Silber, Frauen
- Tang Gonghong – Gewichtheben (1-0-0)
Athen 2004: Gold, Klasse über 75 kg Frauen
- Tang Jingzhi – Schwimmen (0-1-0)
Peking 2008: Silber, 4 × 200 m Freistil Frauen
- Tang Jiuhong – Badminton (0-0-1)
Barcelona 1992: Bronze, Einzel Frauen
- Tang Lin – Judo (1-0-0)
Sydney 2000: Gold, Halbschwergewicht Frauen
- Tang Lingsheng – Gewichtheben (1-0-0)
Atlanta 1996: Gold, Bantamgewicht Männer
- Tang Mengni – Synchronschwimmen (0-1-0)
Rio de Janeiro 2016: Silber, Gruppe
- Tang Muhan – Schwimmen (1-0-1)
Tokio 2020: Gold, 4 × 200 m Freistil Frauen
Paris 2024: Bronze, 4 × 200 m Freistil Frauen
- Tang Qianting – Schwimmen (0-2-0)
Paris 2024: Silber, 100 m Brust Frauen
Paris 2024: Silber, 4 × 100 m Lagen Mixed
- Tang Xijing – Turnen (0-1-0)
Tokio 2020: Silber, Schwebebalken Frauen
- Tang Yi – Schwimmen (0-0-1)
London 2012: Bronze, 100 m Freistil Frauen
- Tang Yongshu – Badminton (0-0-1)
Atlanta 1996: Bronze, Doppel Frauen
- Tao Hua – Softball (0-1-0)
Atlanta 1996: Silber, Frauen
- Tao Luna – Schießen (1-1-0)
Sydney 2000: Gold, Luftpistole Frauen
Sydney 2000: Silber, Sportpistole Frauen
- Tao Tian – Gewichtheben (0-1-0)
Rio de Janeiro 2016: Silber, Halbschwergewicht Männer
- Teng Haibin – Turnen (1-0-0)
Athen 2004: Gold, Pauschenpferd Männer
- Tian Bingyi – Badminton (0-0-1)
Barcelona 1992: Bronze, Doppel Männer
- Tian Jia – Beachvolleyball (0-1-0)
Peking 2008: Silber, Frauen
- Tian Liang – Wasserspringen (2-1-1)
Sydney 2000: Gold, 10 m Turmspringen Männer
Sydney 2000: Silber, 10 m Synchronspringen Männer
Athen 2004: Gold, 10 m Turmspringen Männer
Athen 2004: Bronze, 10 m Turmspringen Männer
- Tian Qing – Badminton (1-0-0)
London 2012: Gold, Doppel Frauen
- Tong Fei – Turnen (0-2-0)
Los Angeles 1984: Silber, Teammehrkampf Männer
Los Angeles 1984: Silber, Reck Männer
- Tong Jian – Eiskunstlauf (0-1-0)
Vancouver 2010: Silber, Paarlauf
- Tong Wen – Judo (1-0-1)
Peking 2008: Gold, Schwergewicht Frauen
London 2012: Bronze, Schwergewicht Frauen

### W
- Walihan Sailike – Ringen (0-0-1)
Tokio 2020: Bronze, Griechisch-römisch Bantamgewicht Männer
- Wan Jiyuan – Basketball (0-0-1)
Tokio 2020: Bronze, 3×3-Basketball Frauen
- Wan Letian – Schwimmen (0-0-1)
Paris 2024: Bronze, 4 × 100 m Lagen Frauen
- Wang Beixing – Eisschnelllauf (0-0-1)
Vancouver 2010: Bronze, 500 m Frauen
- Wang Bingyu – Curling (0-0-1)
Vancouver 2010: Bronze, Frauen
- Wang Chang – Badminton (0-1-0)
Paris 2024: Silber, Doppel Männer
- Wang Changhao – Schwimmen (1-0-0)
Paris 2024: Gold, 4 × 100 m Lagen Männer
- Wang Chengyi – Schießen (0-0-1)
Athen 2004: Bronze, Kleinkaliber-Dreistellungskampf Frauen
- Wang Chunlu – Shorttrack (0-2-1)
Nagano 1998: Silber, 3000 m Staffel Frauen
Salt Lake City 2002: Silber, 3000 m Staffel Frauen
Salt Lake City 2002: Bronze, 500 m Frauen
- Wang Chuqin – Tischtennis (2-0-0)
Paris 2024: Gold, Doppel Mixed
Paris 2024: Gold, Team Männer
- Wang Ciyue – Synchronschwimmen (1-0-0)
Paris 2024: Gold, Gruppe
- Wang Fang – Basketball (0-1-0)
Barcelona 1992: Silber, Frauen
- Wang Feng – Wasserspringen (1-0-0)
Peking 2008: Gold, 3 m Synchronspringen Männer
- Wang Haibin – Fechten (0-2-0)
Sydney 2000: Silber, Florett Team Männer
Athen 2004: Silber, Florett Team Männer
- Wang Han – Wasserspringen (1-1-0)
Tokio 2020: Gold, 3 m Synchronspringen Frauen
Tokio 2020: Silber, 3 m Kunstspringen Frauen
- Wang Hao – Wasserspringen (1-0-0)
London 2012: Gold, 10 m Synchronspringen Frauen
- Wang Hao – Tischtennis (2-3-0)
Athen 2004: Silber, Olympische Sommerspiele 2004/Tischtennis – Einzel (Männer)|Einzel Männer
Peking 2008: Gold, Team Männer
Peking 2008: Silber, Einzel Männer
London 2012: Gold, Team Männer
London 2012: Silber, Einzel Männer
- Wang Hong – Bogenschießen (0-1-0)
Barcelona 1992: Silber, Team Frauen
- Wang Huifeng – Fechten (0-1-0)
Barcelona 1992: Silber, Florett Einzel Frauen
- Wang Jiao – Ringen (1-0-0)
Peking 2008: Gold, Schwergewicht Freistil Frauen
- Wang Jie – Beachvolleyball (0-1-0)
Peking 2008: Silber Frauen
- Wang Jun – Basketball (0-0-1)
Los Angeles 1984: Bronze Frauen
- Wang Junxia – Leichtathletik (1-1-0)
Atlanta 1996: Gold, 5000 m Frauen
Atlanta 1996: Silber, 10.000 m Frauen
- Wang Lanjing – Rhythmische Sportgymnastik (1-0-0)
Paris 2024: Gold, Gruppe
- Wang Lei – Fechten (0-1-0)
Athen 2004: Silber, Degen Einzel Männer
- Wang Lina – Volleyball (1-1-0)
Atlanta 1996: Silber, Frauen
Athen 2004: Gold, Frauen
- Wang Lihong – Softball (0-1-0)
Atlanta 1996: Silber, Frauen
- Wang Lili – Basketball (0-0-1)
Tokio 2020: Bronze, 3×3-Basketball Frauen
- Wang Linwei – Handball (0-0-1)
Los Angeles 1984: Bronze, Frauen
- Wang Liping – Leichtathletik (1-0-0)
Sydney 2000: Gold, 20 km Gehen Frauen
- Wang Liping – Fußball (0-1-0)
Atlanta 1996: Silber, Frauen
- Wang Liqin – Tischtennis (2-0-2)
Sydney 2000: Gold, Doppel Männer
Athen 2004: Bronze, Einzel Männer
Peking 2008: Gold, Team Männer
Peking 2008: Bronze, Einzel Männer
- Wang Liuyi – Synchronschwimmen (2-0-0)
Paris 2024: Gold, Gruppe
Paris 2024: Gold, Duett
- Wang Manli – Eisschnelllauf (0-1-0)
Turin 2006: Silber, 500 m Frauen
- Wang Manyu – Tischtennis (2-0-0)
Tokio 2020: Gold, Team Frauen
Paris 2024: Gold, Team Frauen
- Wang Meng – Shorttrack (4-1-1)
Turin 2006: Gold, 500 m Frauen
Turin 2006: Silber, 1000 m Frauen
Bronze 2006: Bronze, 1500 m Frauen
Vancouver 2010: Gold, 500 m Frauen
Vancouver 2010: Gold, 1000 m Frauen
Vancouver 2010: Gold, 3000 m Staffel Frauen
- Wang Mingjuan – Gewichtheben (1-0-0)
London 2012: Gold, Bantamgewicht Frauen
- Wang Mingxing – Handball (0-0-1)
Los Angeles 1984: Bronze, Frauen
- Wang Na – Synchronschwimmen (0-0-1)
Peking 2008: Bronze, Gruppe
- Wang Nan – Tischtennis (4-1-0)
Sydney 2000: Gold, Einzel Frauen
Sydney 2000: Gold, Doppel Frauen
Athen 2004: Gold, Doppel Frauen
Peking 2008: Gold, Team Frauen
Peking 2008: Silber, Einzel Frauen
- Wang Qianyi – Synchronschwimmen (2-1-0)
Tokio 2020: Silber, Gruppe
Paris 2024: Gold, Gruppe
Paris 2024: Gold, Duett
- Wang Shun – Schwimmen (1-0-2)
Rio de Janeiro 2016: Bronze, 200 m Lagen Männer
Tokio 2020: Gold, 200 m Lagen Männer
Paris 2024: Bronze, 200 m Lagen Männer
- Wang Tao – Tischtennis (1-2-0)
Barcelona 1992: Gold, Doppel Männer
Atlanta 1996: Silber, Einzel Männer
Atlanta 1996: Silber, Doppel Männer
- Wang Xianbo – Judo (0-0-1)
Atlanta 1996: Bronze, Mittelgewicht Frauen
- Wang Xiaohong – Schwimmen (0-1-0)
Barcelona 1992: Silber, 200 m Schmetterling Frauen
- Wang Xiaozhu – Bogenschießen (0-1-0)
Barcelona 1992: Bronze, Team Frauen
- Wang Xin – Wasserspringen (1-0-1)
Peking 2008: Gold, 10 m Synchronspringen Frauen
Peking 2008: Bronze, 10 m Turmspringen Frauen
- Wang Xinjie – Schießen (0-0-1)
Paris 2024: Bronze, Schnellfeuerpistole Männer
- Wang Xinyu – Tennis (0-1-0)
Paris 2024: Gold, Doppel Mixed
- Wang Xu – Ringen (1-0-0)
Athen 2004: Gold, Schwergewicht Freistil Frauen
- Wang Xue’er – Schwimmen (0-0-1)
Paris 2024: Bronze, 4 × 100 m Lagen Frauen
- Wang Yajun – Volleyball (0-0-1)
Seoul 1988: Bronze, Frauen
- Wang Yan – Leichtathletik (0-0-1)
Atlanta 1996: Bronze, 10 km Gehen Frauen
- Wang Yan – Turnen (0-0-1)
Rio de Janeiro 2016: Bronze, Teammehrkampf Frauen
- Wang Yi – Volleyball (0-1-0)
Atlanta 1996: Silber, Frauen
- Wang Yifu – Schießen (2-3-1)
Los Angeles 1984: Bronze, Freie Scheibenpistole Männer
Barcelona 1992: Gold, Luftpistole Männer
Barcelona 1992: Silber, Freie Pistole Männer
Atlanta 1996: Silber, Luftpistole Männer
Sydney 2000: Silber, Luftpistole Männer
Athen 2004: Gold, Luftpistole Männer
- Wang Yihan – Badminton (0-1-0)
London 2012: Silber, Einzel Frauen
- Wang Yilu – Badminton (1-0-0)
Tokio 2020: Gold, Doppel Mixed
- Wang Yimei – Volleyball (0-0-1)
Peking 2008: Bronze, Frauen
- Wang Ying – Softball (0-1-0)
Atlanta 1996: Silber, Frauen
- Wang Yuwei – Rudern (0-0-1)
Tokio 2020: Bronze, Achter Frauen
- Wang Zhen – Leichtathletik (1-0-1)
London 2012: Bronze, 20 km Gehen Männer
Rio de Janeiro 2016: Gold, 20 km Gehen Männer
- Wang Zheng – Schießen (0-0-1)
Athen 2004: Bronze, Doppeltrap Männer
- Wang Zheng – Leichtathletik (0-1-0)
Tokio 2020: Silber, Hammerwurf Frauen
- Wang Zhiwei – Schießen (0-0-1)
London 2012: Bronze, Freie Pistole Männer
- Wang Zhouyu – Gewichtheben (1-0-0)
Tokio 2020: Gold, Schwergewicht Frauen
- Wang Zifeng – Rudern (0-0-1)
Tokio 2020: Bronze, Achter Frauen
- Wang Ziling – Volleyball (0-1-0)
Atlanta 1996: Silber, Frauen
- Wang Zisai – Trampolinturnen (0-1-0)
Paris 2024: Silber, Männer
- Wang Zongyuan – Wasserspringen (2-2-0)
Tokio 2020: Gold, 3 m Synchronspringen Männer
Tokio 2020: Silber, 3 m Kunstspringen Männer
Paris 2024: Gold, 3 m Synchronspringen Männer
Paris 2024: Silber, 3 m Kunstspringen Männer
- Wei Haiying – Fußball (0-1-0)
Atlanta 1996: Silber, Frauen
- Wei Meng – Schießen (0-0-1)
Tokio 2020: Bronze, Skeet Frauen
- Wei Ning – Schießen (0-2-0)
Athen 2004: Silber, Skeet Frauen
London 2012: Silber, Skeet Frauen
- Wei Qiang – Softball (0-1-0)
Atlanta 1996: Silber, Frauen
- Wei Qingguang – Tischtennis (1-0-0)
Seoul 1988: Gold, Doppel Männer
- Wei Qiuyue – Volleyball (1-0-1)
Peking 2008: Bronze, Frauen
Rio de Janeiro 2016: Gold, Frauen
- Wei Yili – Badminton (0-0-1)
Peking 2008: Bronze, Doppel Frauen
- Wen Lirong – Fußball (0-1-0)
Atlanta 1996: Silber, Frauen
- Wu Dajing – Shorttrack (2-2-1)
Sotschi 2014: Silber, 500 m Männer
Sotschi 2014: Bronze, 5000 m Staffel Männer
Pyeongchang 2018: Gold, 500 m Männer
Pyeongchang 2018: Silber, 5000 m Staffel Männer
Peking 2022: Gold, 2000 m Staffel Mixed
- Wu Dan – Volleyball (0-0-1)
Seoul 1988: Bronze, Frauen
- Wu Hanxiong – Fechten (0-1-0)
Athen 2004: Silber, Florett Team Männer
- Wu Jiani – Turnen (0-0-1)
Los Angeles 1984: Bronze, Teammehrkampf Frauen
- Wu Jingbiao – Gewichtheben (0-1-0)
London 2012: Silber, Bantamgewicht Männer
- Wu Qingfeng – Schwimmen (0-0-2)
Paris 2024: Bronze, 4 × 100 m Freistil Frauen
Paris 2024: Bronze, 4 × 100 m Lagen Frauen
- Wu Jingyu – Taekwondo (2-0-0)
Peking 2008: Gold, Fliegengewicht Frauen
London 2012: Gold, Fliegengewicht Frauen
- Wu Meijin – Gewichtheben (0-1-0)
Athen 2004: Silber, Bantamgewicht Männer
- Wu Minxia – Wasserspringen (5-1-1)
Athen 2004: Gold, 3 m Synchronspringen Frauen
Athen 2004: Silber, 3 m Kunstspringen Frauen
Peking 2008: Gold, 3 m Synchronspringen Frauen
Peking 2008: Bronze, 3 m Kunstspringen Frauen
London 2012: Gold, 3 m Synchronspringen Frauen
London 2012: Gold, 3 m Kunstspringen Frauen
Rio de Janeiro 2016: Gold, 3 m Synchronspringen Frauen
- Wu Peng – Sportklettern (0-1-0)
Paris 2024: Silber, Speed Männer
- Wu Shude – Gewichtheben (1-0-0)
Los Angeles 1984: Gold, Bantamgewicht Männer
- Wu Wenxiong – Gewichtheben (0-1-0)
Sydney 2000: Silber, Bantamgewicht Männer
- Wu Xiaoxuan – Schießen (1-0-1)
Los Angeles 1984: Gold, Kleinkaliber-Dreistellungskampf Frauen
Los Angeles 1984: Bronze, Luftgewehr Frauen
- Wu Xingjiang – Handball (0-0-1)
Los Angeles 1984: Bronze, Frauen
- Wu Yiwen – Synchronschwimmen (0-1-0)
London 2012: Silber, Gruppe
- Wu Yongmei – Volleyball (0-1-0)
Atlanta 1996: Silber, Frauen
- Wu You – Rudern (0-1-0)
Peking 2008: Silber, Zweier ohne Steuerfrau
- Wu Yu – Boxen (1-0-0)
Paris 2024: Gold, Halbfliegengewicht Frauen